# Wolfmother (album)
Wolfmother is het debuutalbum van de Australische rock band Wolfmother. Alle vier de nummers van de Wolfmother-ep ("Woman", "White Unicorn", "Dimension" en "Apple Tree") zijn licht aangepast en heropgenomen voor dit album.
De hoes van het album is kunst van Frank Frazetta, en laat The Sea Witch (De Zee Heks) zien. Ook de rest van het album bevat Frazetta kunst. Omdat de hoes een naakte afbeelding bevat, wordt het album in Wal-Mart zaken verkocht met een alternatieve hoes, simpel het Wolfmother logo op een zwarte achtergrond.
Het album werd veel gespeeld op de Australische radiozender Triple J waar het de status kreeg van album van de week.
In 2005 won Wolfmother de J Award en de keuze van de luisteraar, het album van het jaar. Zes nummers kwamen terecht in de Triple J Hottest 100, 2005.
Het album werd 265,000 keer verkocht in de Verenigde Staten. Het werd goud in Canada in februari 2007.
Het nummer "Woman" van dit album werd gebruikt in de videogames Guitar Hero II, Tony Hawk's Project 8, Madden NFL 07 en Major League Baseball 2K7. Ook werd het gebruikt in de commercial voor de 2006 versie van Sonic the Hedgehog voor de PlayStation 3 en Xbox 360. In 2007 won het de Grammy Award for Best Hard Rock Performance. Het nummer wordt gebruikt in de intro voor de tv-show Driving Force van A&E. Ook was het nummer te horen in de commercial voor de CNBC show Mad Money met Jim Cramer.

## Track listing
Alle nummers geschreven door Andrew Stockdale, Chris Ross en Myles Heskett.

### Internationale versie
1. "Dimension" – 4:21
2. "White Unicorn" – 5:04
3. "Woman" – 2:56
4. "Where Eagles Have Been" – 5:33
5. "Apple Tree" – 3:30
6. "Joker & the Thief" – 4:40
7. "Colossal" – 5:04
8. "Mind's Eye" – 4:54
9. "Pyramid" – 4:28
10. "Witchcraft" – 3:25
11. "Tales" – 3:39
12. "Love Train" – 3:03
13. "Vagabond" – 3:50

### Australische versie
1. "Colossal" - 5:02
2. "Woman" - 2:55
3. "White Unicorn" - 5:01
4. "Pyramid" - 4:28
5. "Mind's Eye" - 4:53
6. "Joker & the Thief" - 4:39
7. "Dimension" - 4:25
8. "Where Eagles Have Been" - 5:33
9. "Apple Tree" - 3:28
10. "Tales from the Forest of Gnomes" - 3:36
11. "Witchcraft" - 3:25
12. "Vagabond" - 3:52

## Bezetting
- Andrew Stockdale - gitaar en zang
- Chris Ross - basgitaar, keyboard, orgel en synthesizer
- Myles Heskett - drumkit en percussie